# Accademia di belle arti Pietro Vannucci
Pour les articles homonymes, voir Académie des beaux-arts.
L'Accademia di Belle Arti Pietro Vannucci est une école d'art publique pour l'enseignement des arts visuels,  située au no 5 Piazza San Francesco al Prato à Pérouse.  

## L'école d'art
L'Accademia, qui est l'une des plus anciennes d'Italie, a été fondée en 1573 par le peintre Orazio Alfani et par l'architecte et mathématicien Raffaello Sozi, sous le nom Accademia del Disegno.
Elle a été par la suite dédiée au peintre Pietro Vannucci, plus connu comme Le Pérugin.
En 1791 les premiers statuts ont été élaborés par le directeur de l'époque Baldassarre Orsini sur le modèle de ceux de l’Accademia di San Luca.
Dans les années 1820, le directeur et enseignant de peinture Tommaso Minardi la réorganise aussi bien du point de vue administratif que didactique en la rebaptisant  Accademia di Belle Arti, et lui donnant son statut d'école des beaux arts.

## Le musée
Les anciennes collections de l'Accademia sont à l'origine de celles de la Galerie nationale de l'Ombrie.
Le musée actuel de l'Accademia conserve des plâtres préparatoires d'importantes œuvres de la sculpture européenne :
- Les Tombes des Médicis sculptées par Michel Ange et par son élève Vincenzo Danti.
- Les Trois Grâces  d'Antonio Canova,
- Petit Berger et son Chien de Bertel Thorvaldsen.
- Hercule Farnèse, statue géante,
- Pugilatore Damòsseno,
- Amour et Psyché
- Groupe du Laocoon.

Le patrimoine du musée est composé d'environ 600 plâtres, 430 tableaux, 12 000 dessins, 6 300 gravures.